# Кринджень (комуна)
Кринджень, Кринджені (рум. Crângeni) — комуна у повіті Телеорман в Румунії. До складу комуни входять такі села (дані про населення за 2002 рік):
- Балта-Серате (918 осіб)
- Доробанцу (554 особи)
- Кринджень (1826 осіб) — адміністративний центр комуни
- Стежару (337 осіб)

Комуна розташована на відстані 113 км на південний захід від Бухареста, 43 км на захід від Александрії, 85 км на південний схід від Крайови.

## Населення
За даними перепису населення 2002 року у комуні проживали 3635 осіб.
Національний склад населення комуни:
| Національність | Кількість осіб | Відсоток |
| -------------- | -------------- | -------- |
| румуни         | 3593           | 98,8%    |
| цигани         | 42             | 1,2%     |

Рідною мовою назвали:
| Мова      | Кількість осіб | Відсоток |
| --------- | -------------- | -------- |
| румунська | 3600           | 99,0%    |
| циганська | 35             | 1,0%     |

Склад населення комуни за віросповіданням:
| Релігія     | Кількість осіб | Відсоток |
| ----------- | -------------- | -------- |
| православні | 3396           | 93,4%    |
| адвентисти  | 237            | 6,5%     |
| реформати   | 1              | < 0,1%   |
| баптисти    | 1              | < 0,1%   |